# Historia de gentibus septentrionalibus

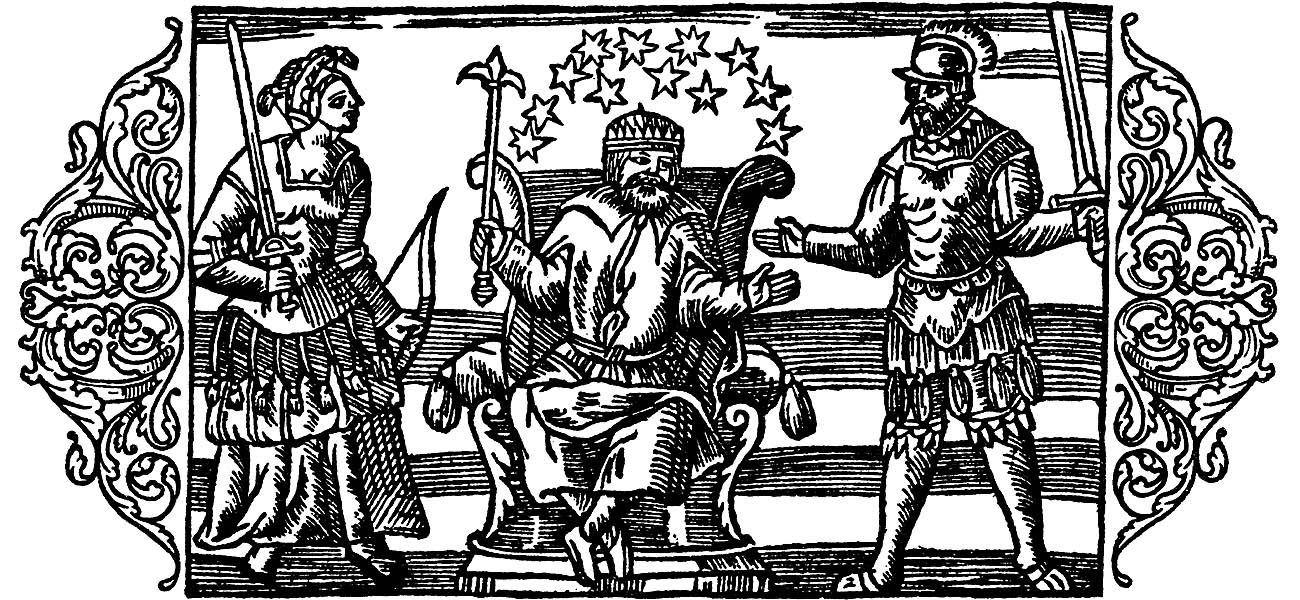
„Über die drei Hauptgötter der Gauten.“ Von links nach rechts: Frigg, Thor und Odin

Historia de Gentibus Septentrionalibus (Geschichte der nordischen Völker) ist ein umfänglicher Kommentarband zur Carta Marina, der der Beschreibung der Nordischen Völker gewidmet ist. Diese „Beschreibung der Völker des Nordens“ wurde ebenfalls von Olaus Magnus verfasst und zuerst 1555 in Rom  gedruckt.
Das Werk ist in 22 Bücher aufgeteilt, die jeweils Dutzende von Kapiteln enthalten.
Auf dem Frontispiz steht Folgendes: Geschichte der nordischen Völker, deren unterschiedliche Lebensbedingungen, Lebensweise und Körperkultur, gesellschaftliches Verhalten, Krieg, Bauten und Werkzeuge, Bergbau- und Bergbautechnik, wunderbare Dinge und über fast alle Tiere im Norden, und ihrer Natur. Ein Werk mit vielfältigem Wissen, teils mit ausländischen Beispielen, teils mit Darstellungen einheimischer Dinge illustriert, die ebenfalls weitgehend unterhaltsam sind und dem Leser sicherlich Freude bereiten.
Mit seinen vielen illustrativen Holzschnitten und seiner einfachen Sprache ist der Gesamtband eine enzyklopädische Darstellung der Lebensweise der Menschen in Fennoskandinavien im 16. Jahrhundert und beschreibt Bräuche, Viehhaltung und natürliche Bedingungen, mit einer einzigartigen Mischung aus Dichtung und Wahrheit.